# Corvol-d'Embernard
Corvol-d'Embernard este o comună în departamentul Nièvre din centrul Franței. În 2009 avea o populație de 104 de locuitori.

## Evoluția populației
| An        | 1975 | 1982 | 1990 | 1999 | 2006 | 2009 |
| --------- | ---- | ---- | ---- | ---- | ---- | ---- |
| Populație | 112  | 106  | 101  | 112  | 109  | 104  |